# Східні солодощі
Східні солодощі — кондитерські вироби, поширені в країнах Близького та Середнього Сходу, особливо в Ірані, Афганістані, Туреччині, Закавказзі та Середній Азії. Налічується близько 170 видів східних солодощів .

## Історія
Східні солодощі потрапили в Європу в XVII—XVIII столітті.
Поширенню східних солодощів в Російській імперії сприяло їх промислове виробництво, розпочате в першій половині XX століття. Перші відомі офіційні збірники рецептур вийшли в 1937  — 1939  роках. Рецептури на деякі види борошняних східних солодощів були надані для публікації Центральною лабораторією Московського тресту хлібопечення. Основними центрами виробництв борошняних східних солодощів були закавказькі республіки Азербайджан та Вірменія.

## Види
Розрізняють три групи східних солодощів .

#### Борошняні
Борошняні східні солодощі відрізняються високим вмістом жиру і прянощів .
Приклади : Вірменський домашній хліб, Кураб'є бакинське (перське), Кята (єреванська, карабаська), Мютакі шамахінські, Назук солодкий, Нан багдадський, Пахлава (здобна, листкова, сухумська), Трубочки (мигдалеві, горіхові), Шакер-лукум, Шакер-пурі, Шакер-чурек, Югатерт.
Єврейські борошняні солодощі умовно відносять до східних, хоча безліч таких виробів належить євреям-ашкеназі, які проживають в Центральній Європі. Приклади : Бісквіт з корицею , Крендель з корицею , Земелах, Кіхелах ванільний, Струдель з мигдалем та родзинками, Тейглах, Файн-кухен, Цукер-леках, Еєр-кіхелах.

#### М'які цукерки
Приклади : Али, Заливний мигдаль, Ковбаска вершкова, Нуга (родзинкова, лимонна та мандаринова збивна, фруктова з арахісом), Ойла союзна, Горіх волоський обливаний, Рахат-лукум, Вершкове поліно, Чурчхела (цукрова, фруктова), Шакер нохут, Шербет молочний.

#### Карамель
Приклади : Грильяж (мигдалевий, арахісовий, з фундуку), Козинак (соняшниковий, арахісовий, кунжутовий, з волоських горіхів, мигдалю, фундуку, з медом і без), Мигдаль в цукрі, Ногул кінзовий, Парварда, Фешмак, Шекар пендир ванільний.